# Polar Film
Polar Film + Medien GmbH ist ein 1996 gegründetes Medienunternehmen, das Dokumentarfilme, Spielfilme, Fernsehserien und Hörbücher auf DVDs bzw. CDs vertreibt. Bekannt ist Polar Film vor allem für den Vertrieb zeitgeschichtlicher Dokumentarfilme, unter denen sich neben Fremd- auch Eigenproduktionen befinden.
Das Unternehmen wurde 1996 von Karl Höffkes und Johannes A. Haneke gegründet. Eigenproduzierte Geschichtsdokumentationen stützten sich im Wesentlichen auf die Filmsammlung von Karl Höffkes, der eines der größten Archive privat gedrehten Filmmaterials aus der Zeit bis 1945 besitzt. 2010 verkauften Höffkes und Haneke Polar Film an Schröder Media. Der Firmensitz war bis 2012 Gescher und wurde dann nach Münster verlegt; inzwischen befindet sich der Firmensitz in Essen.
Einen Schwerpunkt im Vertriebsprogramm bilden Dokumentationen über die Zeit des Nationalsozialismus und den Zweiten Weltkrieg. Eine eigene Reihe innerhalb dieses Segments bilden Kompilationsfilme, die ausschließlich aus historischem Farbfilmmaterial zusammengestellt sind („33-45 in Farbe“, „Farbfilme aus dem Dritten Reich“, „Die Braunen in Farbe“). Lizenziert werden auch Produktionen des ZDF („Holokaust“, „Göring – Eine Karriere“), von Spiegel TV, N 24 und N-tv („Alltag unterm Hakenkreuz 1-6“). Die zweite Säule des Vertriebsprogramms bilden Editionen klassischer und moderner Fernsehserien, darunter Alles dreht sich um Michael, Till, der Junge von nebenan, Wilsberg, Jakob und Adele, sowie TV-Dokumentationen mit politischen, ökologischen und touristischen Sujets.